# Gil Roger Duval
Gil Roger Duval (Chelva, 1823 - Cuenca, 1907) fue un comerciante y político español de mediados del siglo XIX. Fue hijo suyo el abogado y político liberal, Gil Roger Vázquez (1862 - 1940).
De origen humilde, empezó a trabajar como comerciante de telas e hizo fortuna transportando madera desde los bosques de la provincia de Cuenca, por los ríos Júcar y Turia, hasta Valencia. Tuvo almacenes de madera en Madrid, Cuenca, Toledo, La Roda, Menjíbar, Aranjuez, Alicante y Valencia, que luego transformó en aserraderos para realizar cajas para naranjas y tabaco. Merced a sus contactos políticos y la confianza del general Prim recibió la concesión del ferrocarril de Valencia a Cuenca y su fama como hombre de negocios hizo que el mismo Prim le confiara sus intereses industriales en Andalucía.
Participó en política dentro del Partido Progresista desde 1849, con el que fue primer edil y después alcalde de Chelva. Durante el bienio progresista fue capitán de la Milicia Nacional en Cuenca, y posteriormente apoyó los diversos levantamientos del general Prim previos a la revolución de 1868.
Fue elegido diputado por Chelva en las elecciones generales de 1871, y tras el asesinato de Prim y la descomposición del Partido Progresista apoyó a Práxedes Mateo Sagasta y Antonio Romero Ortiz, primero en el Partido Constitucional y luego en su sucesor, el Partido Liberal, con el que fue elegido senador en 1881, 1886 y 1893-1894. En 1874 también fue durante un tiempo gobernador civil de la provincia de Valencia.